# Henri XIX Reuss de Greiz
Titre
Prince Reuss branche aînée
29 janvier 1817 – 31 octobre 1836
(19 ans, 9 mois et 2 jours)
Henri XIX Reuss de Greiz, né le 1er mars 1790 à Offenbach et mort le 31 octobre 1836 à Greiz, est souverain de la principauté de Reuss branche aînée de 1817 à sa mort.

## Biographie
Henri XIX, né à Offenbach-sur-le-Main, le 1er mars 1790, est le deuxième fils du prince Henri XIII et de son épouse Wilhelmine-Louise de Nassau-Weilbourg. Il succède à son père à sa mort, le 29 janvier 1817.
À sa mort sans héritier mâle, son frère cadet Henri XX lui succède.

## Mariage et descendance
Le 7 janvier 1822, Henri XIX se marie à Prague avec Gasparine de Rohan-Rochefort (1798-1871), troisième fille du prince Charles-Louis Gaspard de Rohan-Rochefort. 
Le couple est parent de deux filles :
1. Louise de Reuss-Greiz, née le 3 décembre 1822 à Greiz et morte à Ernstbrunn, Basse-Autriche, le 28 janvier 1875, elle épouse en premières noces à Greiz le 8 mars 1842 le prince Édouard de Saxe-Altenbourg (1804-1852), puis en secondes noces à Greiz, le 25 décembre 1854 Henri IV futur prince régnant (1878) de la branche cadette de Reuss-Köstritz, dont postérité des deux unions ;
2. Élisabeth de Reuss-Greiz, née le 23 mars 1824 à Greiz et morte à Berlin le 7 mai 1861, elle épouse à Greiz le 4 novembre 1844 Charles-Egon III de Fürstenberg (1820-1892), dont postérité.